# Zalmoxissus
Zalmoxissus is een geslacht van hooiwagens uit de familie Zalmoxioidae.
De wetenschappelijke naam Zalmoxissus is voor het eerst geldig gepubliceerd door Roewer in 1949. 

## Soorten
Zalmoxissus is monotypisch en omvat slechts de volgende soort:
- Zalmoxissus tristis